# Centrum bezpečnostních a vojensko-strategických studií Univerzity obrany
Centrum bezpečnostních a vojensko-strategických studií (CBVSS) je pracoviště Univerzity obrany, které rozvíjí vědecké bádání, vytváří a uskutečňuje studijní programy a vykonává další související činnosti. Uskutečňuje vzdělávací a vědeckovýzkumnou činnost zejména v oborech bezpečnostních studií, vojenské strategie, strategického řízení a leadershipu, rozvíjí a šíří poznání v oblastech souvisejících se zajišťováním bezpečnosti a obrany České republiky a jejích koaličních partnerů.
Posláním CBVSS je zejména:
- rozšiřování a aplikace vědecko-výzkumných poznatků analytického a prognostického charakteru v oblasti bezpečnostní politiky a strategie,
- teoretická a metodologická podpora procesů řízení obrany České republiky a výstavby ozbrojených sil,
- uskutečňování celoživotního vzdělávání formou kariérových kurzů (kurz pro vyšší důstojníky a kurz Generálního štábu),
- mezinárodní spolupráce s institucemi obdobného zaměření, zapojení se do aliančních či mezinárodních projektů v oblasti působnosti centra,
- organizace tematických vzdělávacích aktivit a konferencí v rámci resortu Ministerstva obrany ČR i mimo něj,
- konzultační, expertní, vydavatelská a popularizační činnost ve prospěch resortu Ministerstva obrany ČR i širší bezpečnostní komunity.